# Prisión de Drapchi
La Prisión de Drapchi o la Prisión Nº1 de Lhasa (en tibetano: གྲྭ་བཞི་; en chino: 拉萨第一监狱) es la prisión más grande en el Tíbet, China, que se encuentra específicamente en la capital regional, la ciudad de Lhasa.
Originalmente construida como una guarnición militar tibetana, Drapchi se transformó en una prisión después del levantamiento tibetano de 1959.
Se inauguró oficialmente como prisión en 1965 y consiste en una serie de nueve unidades que han sido recientemente ampliadas y reestructuradas. Cuenta con una población estimada de 1.000 reclusos de los cuales unos 600 se cree que son "presos políticos" de edades comprendidas entre los 18 a 85 muchos de los cuales son monjes y monjas budistas.
De acuerdo con la Administración Central Tibetana, la prisión se ha ganado una reputación notoria y es temido por los tibetanos debido a su fuerte gestión. Algunos reportes de supuesta brutalidad han sido difundidos por grupos de exiliados tibetanos.